# ボルグナ県
ボルグナ県（ボルグナけん）は、バングラデシュ南西に位置する県である。バリサル管区の一部である。

## 地理
ボルグナ県の全体の面積は1831.31平方㎞である。北は、ジョコルタ、バリサリ、ピロジプール及びパトゥアカリ各県と隣り合う。東は、パトゥアカリ県に接する。南は、パトゥアカリ県とベンガル湾に隣接する。西はピロジプール及びバゲルハット両県と接する。ボルグナ県の重要な河川としては、Payra川、Bishkhali川及びBaleshwar川がある。

## 行政区分
ボルグナ県は、5つの郡に分かれる。
1. Amatali Upazila
2. BaMna Upazila
3. Barguna Sadar Upazila
4. Betagi Upazila
5. Patharghata Upazila

## 経済
ボルグナ県の経済は、主に農業に依存している。主要な作物は米と豆類である。ジュートの栽培は、かつては重要であったが徐々に換金作物としての人気を失いつつある。海岸線のある県であり、漁業が活発である。この県の産物としては、キンマの葉、豆類、バナナ、ビンロウ子、糖みつ、海産魚や小えびがある。小規模製造業には、米の製粉場、製材所、石けん工場、小麦粉製粉場、製氷工場やペン工場がある。伝統的な家内工業には、織物工芸、竹細工、黍細工、金細工、鍛冶製品、陶器、木工品や仕立屋があり、農村部において盛んである。

## 宗教
ボルグナ県には、3485棟のモスク、43棟の神殿、5棟の教会、1棟の寺院がある。

## 人口統計
2007年現在、ボルグナ県の全人口は90万2465人で、人口密度は1平方キロメートル辺り492人である。女性の割合が50.12％で多数派である一方、男性は49.88％を占める。